# Makare Wilson

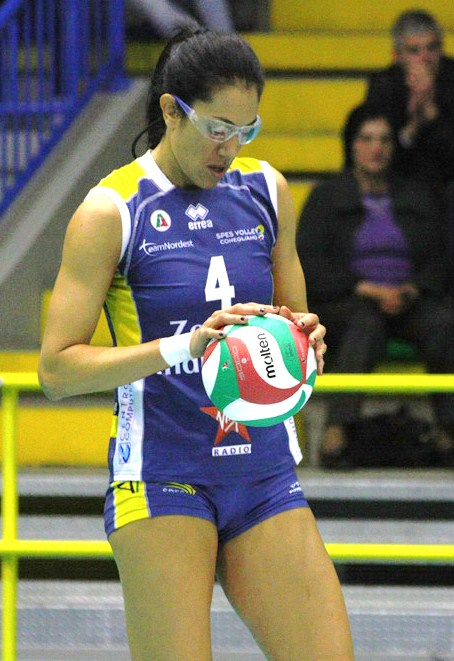
Makare Wilson przed zagrywką w klubie Zoppas Industries Conegliano

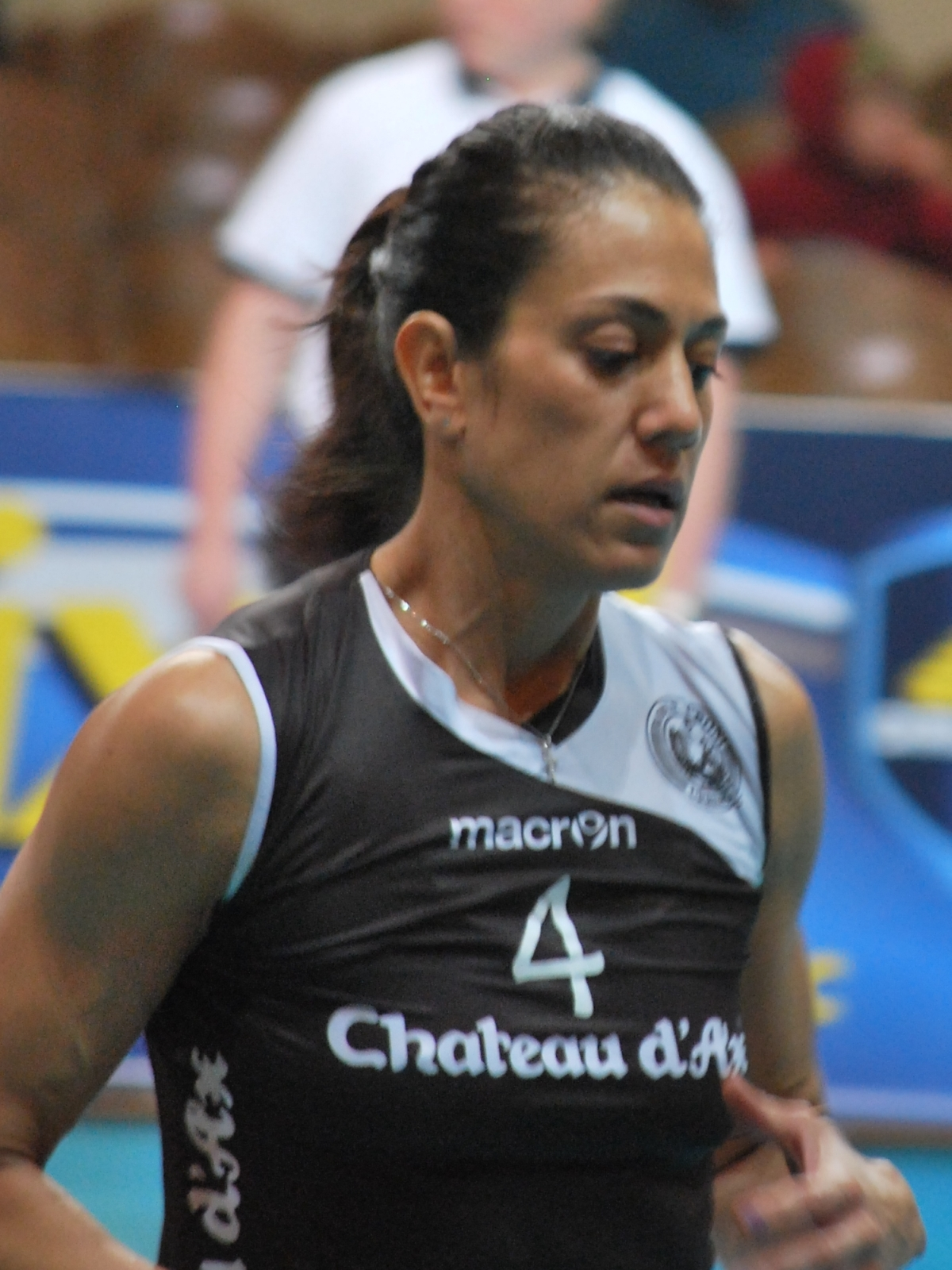
Makare Wilson w drużynie Chateau d'Ax Urbino podczas meczu Pucharu CEV z Organiką Budowlani Łódź

Makare Wasa Mary Wilson; znana również jako Makare Desilets (ur. 26 czerwca 1976 w Suvie na Fidżi) – amerykańska siatkarka, w latach 1998–2001 reprezentantka Stanów Zjednoczonych, grająca na pozycji środkowej. W sezonie 2012/2013 i 2013/2014 reprezentowała klub Impel Wrocław.

## Kluby
| Lata gry  | Klub                         |
| --------- | ---------------------------- |
| 1994–1997 | University of Washington     |
| 2000–2001 | Pallavolo Reggio Emilia      |
| 2003–2004 | Chicago Thunder              |
| 2004–2006 | Avp Beach Volley             |
| 2006–2008 | Türk Telekom Ankara          |
| 2008–2009 | Samorodok Chabarowsk         |
| 2009–2010 | Zoppas Industries Conegliano |
| 2010–2011 | Chateau d'Ax Urbino          |
| 2011–2012 | MC-Carnaghi Villa Cortese    |
| 2012–2014 | Impel Wrocław                |

## Sukcesy klubowe
Mistrzostwo Turcji:
- 2008

Puchar CEV:
- 2011

Mistrzostwo Włoch:
- 2012

Mistrzostwo Polski:
- 2014

## Sukcesy reprezentacyjne
Igrzyska Panamerykańskie:
- 1999

## Nagrody indywidualne
- 2012: Najlepsza zagrywająca turnieju finałowego Ligi Mistrzyń